# 小坂パーキングエリア
小坂パーキングエリア（こさかパーキングエリア）は、秋田県鹿角郡小坂町小坂にある、東北自動車道のパーキングエリア。

## 道路
- E4 東北自動車道

## 施設

### 上り線（盛岡・仙台方面）
- 駐車場
  - 大型 : 7台
  - 小型 : 10台
- トイレ
  - 男性 : 大2器（和式1・洋式1）・小5器
  - 女性 : 5器（和式1・洋式4）
  - 車椅子用 : 1器
- 自動販売機

### 下り線（青森方面）
- 駐車場
  - 大型 : 7台
  - 小型 : 10台
- トイレ
  - 男性 : 大2器（和式1・洋式1）・小5器
  - 女性 : 5器（和式1・洋式4）
  - 車椅子用 : 1器
- 自動販売機

## 隣
E4 東北自動車道
(49-1) 小坂IC - 小坂PA - (49-2) 小坂JCT - (50) 碇ヶ関IC

## その他

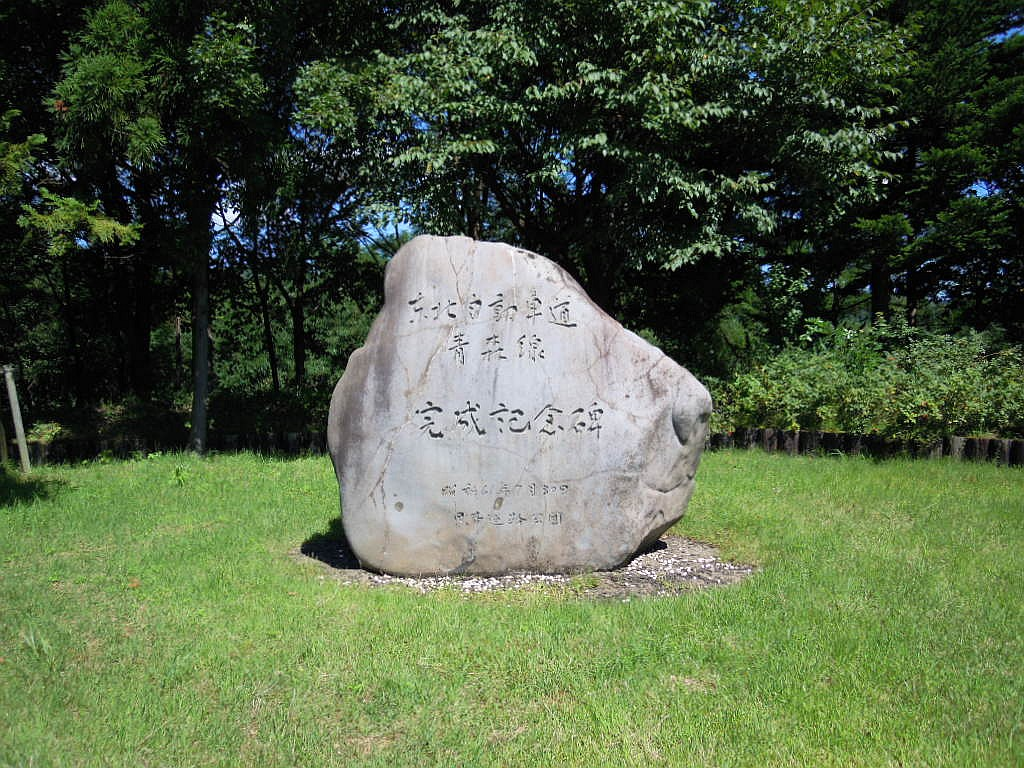
東北自動車道青森線完成記念碑

- 当PAにかつて停車していた高速バス「あすなろ号」のバス停は小坂ICの小坂高校バス停へ移動した。なお、バス待合室はそのまま残されているが、立入りはできない。[要出典]
- 上り線側には、東北自動車道青森線の全線開通を記念する碑が設置されている。これは、1986年7月30日に当PAを含む十和田IC - 碇ヶ関IC間が開通し、浦和ICから青森ICまで繋がったことを記念している。なお、路線名が青森線となっているのは当時の名称である（弘前線と改められたのは1989年のこと）。また、一般的に東北自動車道の全線開通は、川口JCT - 浦和IC間が開通した1987年9月9日を指すことが多い（東北縦貫自動車道弘前線としての全線開通は、東京外環自動車道の大泉JCT - 川口JCT間の全線が開通した1994年3月30日）。